# Wascott (Wisconsin)
Wascott es un pueblo ubicado en el condado de Douglas en el estado estadounidense de Wisconsin. En el Censo de 2010 tenía una población de 763 habitantes y una densidad poblacional de 2,09 personas por km².

## Geografía
Wascott se encuentra ubicado en las coordenadas 46°11′22″N 91°48′24″O / 46.18944, -91.80667. Según la Oficina del Censo de los Estados Unidos, Wascott tiene una superficie total de 365.62 km², de la cual 340.41 km² corresponden a tierra firme y (6.89%) 25.2 km² es agua.

## Demografía
Según el censo de 2010, había 763 personas residiendo en Wascott. La densidad de población era de 2,09 hab./km². De los 763 habitantes, Wascott estaba compuesto por el 92.01% blancos, el 6.29% eran afroamericanos, el 0.66% eran amerindios, el 0.26% eran asiáticos, el 0% eran isleños del Pacífico, el 0% eran de otras razas y el 0.79% pertenecían a dos o más razas. Del total de la población el 1.18% eran hispanos o latinos de cualquier raza.